# NGC 2578
NGC 2578 est une galaxie lenticulaire barrée située dans la constellation de la Poupe. NGC 2578 a été découvert par l'astronome germano-britannique William Herschel en 1784.

## Caractéristiques
Sa vitesse par rapport au fond diffus cosmologique est de 4 875 ± 22 km/s, ce qui correspond à une distance de Hubble de 71,9 ± 5,0 Mpc (∼235 millions d'al).
À ce jour, une mesure non basée sur le décalage vers le rouge (redshift) donne une distance d'environ 55,500 Mpc (∼181 millions d'al). Cette valeur est à l'extérieur des valeurs de la distance de Hubble. Notons que c'est avec la valeur moyenne des mesures indépendantes, lorsqu'elles existent, que la base de données NASA/IPAC calcule le diamètre d'une galaxie et qu'en conséquence le diamètre de NGC 2578 pourrait être d'environ 37,9 kpc (∼124 000 al) si on utilisait la distance de Hubble pour le calculer.
La galaxie NGC 2578 est une galaxie à noyau actif et elle présente une large raie HI.

## Supernova
La supernova SN 2013fg a été découverte dans NGC 2578 le 2 juillet 2013 Stu Parker, un des astronomes amateurs du groupe 
BOSS (Backyard Observatory Supernova Search). Cette supernova était de type Ia.